# Стобеус
Стобеус — дворянский род.
Из книги '' Дворянские роды внесенные в общий гербовник Всероссийской Империи ", часть 2, 1890, стр. 694:
```
 
''
Определениями Правительствующего Сената, состоявшимися 28 марта и 16 мая 1850 года, утверждены постановления Оренбургского дворянского депутатского собрания, от 26 ноября 1848 года и 17 февраля 1850 года, о внесении в третью часть дворянской родословной книги надворного советника Александра, штаб-ротмистра Виктора и поручика Николая Яковлевых и детей последнего: Александра, Виктора и Олимпиады Николаевых Стобеус, по личным заслугам отца первых трех и деда последних, надворного советника Якова Мартынова Стобеус (Гербовник часть XIII, 58)
''
```

Основатель рода надворный советник Яков Мартынович Стобеус 1763 — 5.071825 (Якоб Габриэль Штобойс)
Урожденный пруссак, в возрасте 12-13 лет с семьей перебрался в Россию
Поступил на службу Российской короне лекарским волонтером 14 сентября 1775 года, 19 ноября 1786 года утвержден лекарем, 31 декабря 1789 — штаб-лекарем. Определен в г. Бузулук 1 сентября 1791 года. За усердие в службе 1 февраля 1797 года назначен уездным врачом. 31 декабря 1797 года получил чин коллежского асессора, 31 декабря 1816 года пожалован чином надворного советника, что давало ему привилегии потомственного дворянина. 14 декабря 1823 Указом императора Александра I Яков Мартынович за 35-летнюю ревностную, усердную и беспорочную службу был удостоен ордена святого князя Владимира IV степени. (Российский Государственный исторический архив г. Санкт-Петербург) [ 9, Лл.7 об.-8] [ 9, Л. 40.]
Брат? Михаил Мартынович Стобеус - штаб-лекарь Мариупольского гусарского полка, старший медик 3 кавалерийской дивизии — участвовал в сражении при Малоярославце в Отечественной войне 1812 года против армии Наполеона. За свою службу Михаил Стобеус 18 декабря 1812 года, был пожалован в коллежские асессоры. Нельзя исключать, что он является родным братом Якова Стобеус.
Жена Олимпиада Ивановна Стобеус 17?? — 16.02.1835 (вдова капитана Е. А. Иглина, в девичестве Скорядина) — дочери Александра 1798—1864 и Елизавета 1799 — 18??
Общие дети: сыновья Александр 1816-18??, Виктор 1813 — 18??, Николай 1812—1858 и дочь Софья 1815-18??(в замужестве Лопатина).
Николай Яковлевич Стобеус 15 мая 1829 г. вступил в дворянский полк, в 1833 г. произведён корнетом, 18 мая 1835 г. в чине поручика уволен из армии, в 1854 г. внесён в родословную книгу дворян Самарской губернии.
Дети: Александр (род. 01.11.1837 г.), Виктор (род. 15.06.1843 г.); Олимпиада (род. 2.11.1839 г.).
Александр состоял на государственной службе в должности губернского секретаря, являлся землевладельцем Бузулукского уезда.
Виктор — отставной штаб-ротмистр
02.08.1862 — 05.05.1865 — Губернский предводитель дворянства Оренбургской губернии
05.05.1865 — 24.07.1870 — Губернский предводитель дворянства Уфимской губернии

## Описание герба
В щите скошенном справа на золотое и лазоревое поля, изображён стоящий на задних лапах лев, переменных с полями цветов с червлёными глазами и языком. В лазоревой главе щита золотая пятиконечная звезда.
Щит увенчан дворянским коронованным шлемом. Нашлемник: два драконовых крыла: правое — золотое, левое — лазоревое. Намёт: лазоревый с золотом.
Герб Стобеуса внесён в Часть 13 Общего гербовника дворянских родов Всероссийской империи, стр. 58.